# Trịnh Khâm Văn
Trịnh Khâm Văn (giản thể: 郑钦文; phồn thể: 鄭欽文; bính âm: Zhèng Qīnwén; Mandarin pronunciation: [ʈʂə̂ŋ tɕʰín wə̌n]; sinh ngày 8 tháng 10 năm 2002) là một vận động viên quần vợt chuyên nghiệp người Trung Quốc. Cô giành huy chương vàng ở nội dung đơn nữ tại Thế vận hội Paris 2024, trở thành vận động viên quần vợt châu Á đầu tiên, nam hoặc nữ, giành huy chương vàng Thế vận hội ở nội dung đơn. Cô đạt thứ hạng đánh đơn cao nhất trên bảng xếp hạng WTA là vị trí số 7 thế giới vào ngày 29 tháng 1 năm 2024, trở thành tay vợt Trung Quốc thứ hai vào top 10 sau Lý Na. 
Trịnh Khâm Văn giành danh hiệu WTA Tour đầu tiên vào năm 2023 ở Palermo, Ý sau khi đánh bại Jasmine Paolini, và bảo vệ thành công danh hiệu vào một năm sau đó. Cô đã giành ba danh hiệu WTA Tour, một danh hiệu WTA Challenger, và tám danh hiệu đơn ITF, và được chọn là Tay vợt mới nổi của năm WTA 2022. Cô cũng đã lọt vào trận chung kết Grand Slam tại Giải quần vợt Úc Mở rộng 2024.